# Ilona Cservenka
Ilona Cservenka, także Ferencné Cservenka, zd. Székely (ur. 29 grudnia 1918 r. w Újpescie, zm. 5 listopada 2010 r. w Budapeszcie) – węgierska robotnica i działaczka komunistyczna. Deputowana do Zgromadzenia Narodowego siedmiu kadencji (od 1958 do 1989 r.), w latach 1988-1989 r. wiceprzewodnicząca parlamentu Węgierskiej Republiki Ludowej.

## Życiorys
Pochodziła z rodziny robotniczej. Ukończyła sześć klas szkoły podstawowej, następnie podjęła pracę w fabryce włókienniczej w Újpescie. Pracowała również jako kurierka i uczyła się zawodu sprzedawczyni. W wieku osiemnastu lat wstąpiła do młodzieżowej organizacji nielegalnej Komunistycznej Partii Węgier. Została aresztowana za nielegalną działalność komunistyczną, następnie zwolniona i umieszczona pod nadzorem policyjnym.
Do Komunistycznej Partii Węgier należała od 1945 r. Po II wojnie światowej ukończyła szkołę średnią. W tym samym roku rozpoczęła działalność w Demokratycznym Związku Kobiet Węgierskich, który krótko po powstaniu stał się organizacją zdominowaną przez komunistki. Równocześnie pracowała w wydziale propagandy przy komitecie partyjnym w Újpescie. Pozostała na tym stanowisku również po wymuszonym zjednoczeniu Komunistycznej Partii Węgier i Socjaldemokratycznej Partii Węgier w Węgierską Partię Pracujących w 1948 r. Rok później została przeniesiona na stanowisko przewodniczącej wydziału agitacji przy partyjnym Komitecie Centralnym. W latach 1950-1952 r. kształciła się w wyższej szkole partyjnej. Po ukończeniu kursu objęła stanowisko zastępczyni wydziału agitacji i propagandy przy Komitecie Centralnym Węgierskiej Partii Pracujących.
Po powstaniu węgierskim 1956 r. jako jedna z pierwszych weszła do Węgierskiej Socjalistycznej Partii Robotniczej, sukcesorki Węgierskiej Partii Pracujących. 28 listopada 1956 r., po objęciu kierownictwa w partii przez Jánosa Kádára, została powołana do grupy odpowiedzialnej za propagandę przy Tymczasowym Komitecie Centralnym. Następnie ponownie powołano ją na stanowisko zastępczyni wydziału agitacji i propagandy. Od grudnia 1956 r. do czerwca 1957 r. była również członkinią tymczasowego komitetu partyjnego w II dzielnicy Budapesztu, to jest w dzielnicy, w której zamieszkiwała większość partyjnych przywódców.
W grudniu 1957 r. została sekretarzem komitetu Węgierskiej Socjalistycznej Partii Robotniczej w Budapeszcie, co oznaczało również członkostwo w partyjnym Komitecie Centralnym i Komitecie Wykonawczym.
21 grudnia 1957 r. podczas zamkniętej sesji Komitetu Centralnego Węgierskiej Socjalistycznej Partii Robotniczej poparła wniosek Jánosa Kádára, by Imre Nagy i inni członkowie rządu węgierskiego, jako ukonstytuował się w trakcie powstania r. 1956, zostali postawieni przed sądem. Cservenka zabrała głos jako trzecia i stwierdziła, że dla wszystkich komunistów potrzeba osądzenia zdrajców powinna być oczywista, a zdrada Imre Nagy'a "nie miała precedensu w historii ruchu robotniczego". W 1958 r. Imre Nagy został skazany na śmierć i stracony.
W 1962 r. została przeniesiona na stanowisko pierwszego sekretarza komitetu partyjnego w prowincji Peszt, pozostając członkinią Komitetu Centralnego. Pozostawała na stanowisku do 1985 r. (tylko dwie osoby w historii Węgierskiej Socjalistycznej Partii Robotniczej pełniły analogiczną funkcję dłużej), zaś do maja 1988 r. zasiadała w partyjnym Komitecie Centralnym. Była jedną z najbardziej rozpoznawalnych kobiet-działaczek na wysokich stanowiskach partyjnych w okresie rządów Kádára.
Od 1958 r. była siedmiokrotnie wybierana do węgierskiego Zgromadzenia Narodowego na kolejne kadencje. Od czerwca 1980 r. do października 1988 r. była zastępczynią przewodniczącego parlamentu Węgierskiej Republiki Ludowej. W marcu 1989 r. złożyła mandat po kampanii na rzecz jej odwołania rozpoczętej przez organizację Węgierskiego Forum Demokratycznego w Gödöllő, który to okręg reprezentowała. W jej miejsce został wybrany pierwszy od czterdziestu lat przedstawiciel opozycji - Gábor Roszík.
Zmarła w 2010 r. w Budapeszcie.